# .gs
.gs is het achtervoegsel van domeinnamen van Zuid-Georgië en de Zuidelijke Sandwicheilanden.
.gs is lid van CoCCA, een groep die voor een aantal TDL gemeenschappelijk de registratie verzorgt. De ander TDL's in deze groep zijn: .af, .cx, .dm, .ki, .mn, .mu, .na, .nf en .tl